# Zebraspinnen
De zebraspinnen (Salticus) is een geslacht van spinnen behorend tot de familie springspinnen (Salticidae).
Deze kleine, levendige spinnetjes zijn overdag actief en jagen op alles wat ze aankunnen, ook andere spinnen worden gegeten. De soorten worden zebraspinnen genoemd vanwege de zwart-witte tot zwart-gele bandering van het lichaam.

## Soorten
De volgende soorten zijn bij het geslacht ingedeeld:
- Salticus afghanicus Logunov & Zamanpoore, 2005
- Salticus aiderensis Logunov & Rakov, 1998
- Salticus alegranzaensis Wunderlich, 1995
- Salticus annulatus (Giebel, 1870)
- Salticus austinensis Gertsch, 1936
- Salticus beneficus (O. P.-Cambridge, 1885)
- Salticus bonaerensis Holmberg, 1876
- Salticus brasiliensis Lucas, 1833
- Salticus canariensis Wunderlich, 1987
- Salticus cingulatus (Panzer, 1797)
- Salticus confusus Lucas, 1846
- Salticus conjonctus (Simon, 1868)
- Salticus coronatus (Camboué, 1887)
- Salticus devotus (O. P.-Cambridge, 1885)
- Salticus dzhungaricus Logunov, 1992
- Salticus falcarius (Hentz, 1846)
- Salticus flavicruris (Rainbow, 1897)
- Salticus gomerensis Wunderlich, 1987
- Salticus insperatus Logunov, 2009
- Salticus iteacus Metzner, 1999
- Salticus jugularis Simon, 1900
- Salticus kraali (Thorell, 1878)
- Salticus latidentatus Roewer, 1951
- Salticus major (Simon, 1868)
- Salticus mandibularis (Simon, 1868)
- Salticus marenzelleri Nosek, 1905
- Salticus meticulosus Lucas, 1846
- Salticus modicus (Simon, 1875)
- Salticus mutabilis Lucas, 1846
- Salticus noordami Metzner, 1999
- Salticus olivaceus (L. Koch, 1867)
- Salticus palpalis (Banks, 1904)
- Salticus paludivagus Lucas, 1846
- Salticus peckhamae (Cockerell, 1897)
- Salticus perogaster (Thorell, 1881)
- Salticus propinquus Lucas, 1846
- Salticus proszynskii Logunov, 1992
- Salticus quagga Miller, 1971
- Salticus ravus (Bösenberg, 1895)
- Salticus scenicus (Clerck, 1757)
- Salticus scitulus (Simon, 1868)
- Salticus tricinctus (C. L. Koch, 1846)
- Salticus truncatus Simon, 1937
- Salticus turkmenicus Logunov & Rakov, 1998
- Salticus unciger (Simon, 1868)
- Salticus unicolor (Simon, 1868)
- Salticus unispinus (Franganillo, 1910)
- Salticus zebraneus (C. L. Koch, 1837)

### Nederlandse soorten
Soorten in Nederland en België zijn:
- Boomzebraspin (Salticus cingulatus)
- Huiszebraspin (Salticus scenicus)
- Schorszebraspin (Salticus zebraneus)